# Peddiea montana
Peddiea montana är en tibastväxtart som beskrevs av Domke. Peddiea montana ingår i släktet Peddiea och familjen tibastväxter. Inga underarter finns listade i Catalogue of Life.